# Caragiale în vremea lui
Caragiale în vremea lui este o piesă de teatru a autorului român Camil Petrescu.  Este o satiră brutală, incomprehensivă la adresa „burghezo-moșierimii”.